# Palazzo Soranzo Cappello
Palazzo Soranzo Cappello è un palazzo di Venezia, ubicato nel sestiere di Santa Croce (770), vicino a Palazzo Gradenigo. È la sede veneziana della Soprintendenza Archeologia Belle Arti e Paesaggio per l'area metropolitana di Venezia e le province di Belluno, Padova e Treviso (la sede legale si trova a Padova). 

## Storia
Il palazzo fu eretto nel tardo XVI secolo, secondo la maniera allora in auge di Michele Sanmicheli e per volontà della potente famiglia Soranzo.
Successivamente passò a numerose famiglie, di cui si ricorda, nel nome, quella dei Cappello. Per un periodo fu usato come caserma.
Dopo alcuni decenni di abbandono nel XX secolo, il palazzo è stato restaurato ed è attualmente sede della Soprintendenza, dopo che lo Stato italiano lo acquisì esercitando il diritto di prelazione. 

## Descrizione
La facciata, rivolta sul rio Marin, è disposta su tre livelli con mezzanino. I due piani nobili presentano centralmente una elegante serliana in inserti lapidei bianchi, con balaustre. I diversi piani sono segnati da cornici marcapiano, che spiccano sull'intonaco rosato.
La sommità si eleva centralmente, per terminare in un timpano.
Due piccoli camini sostituiscono quelli che, in origine, erano due alti pinnacoli.
Internamente il palazzo presenta pregevoli opere pittoriche e decorative. Degno di nota il giardino, che fu preso in considerazione in alcuni scritti dal poeta Gabriele D'Annunzio e dallo scrittore Henry James: il palazzo Cappello sembra infatti quello in cui è ambientata la vicenda di The Aspern Papers (1888).